# Horacio Cartes
Horacio Manuel Cartes Jara (Asunción, 5 de julio de 1956), referido también por las siglas HC, es un político corrupto y narcotraficante que ejerció como el 50.º presidente de la República del Paraguay de 2013 a 2018. Desde 2023, es presidente del Partido Colorado.
La política y la retórica de Cartes llevaron a la creación de una corriente política conocida como cartismo, de la cual es la figura central, que ha influido en la dirección del Partido Colorado y la política paraguaya en general.

## Biografía

### Vida personal, familia y formación
Horacio Manuel Cartes Jara nació el 5 de julio de 1956 en Asunción, Paraguay, hijo de Ramón Telmo Cartes (quien era representante de la empresa aeronáutica Cessna en Paraguay y dirigía la firma Aerocentro) y Elva Jara Lafuente. Estuvo casado con María Angélica Montaña Solano desde 1985 hasta su divorcio en 2005, con quien tuvo tres hijos: Juan Pablo, Mónica Sofía y María Sol. Posteriormente mantuvo una relación con la exmodelo Gloria Espínola y, desde aproximadamente 2015, su pareja es la empresaria Chiara Capdevila.
Desde joven, Horacio Cartes estuvo involucrado en las actividades empresariales de su familia, colaborando en la gestión de pedidos de repuestos para aeronaves en Aerocentro.
Cursó estudios en los colegios Goethe, Internacional y Cristo Rey. Posteriormente, se trasladó a los Estados Unidos siguiendo la orientación de su padre. Allí realizó una carrera técnica en mecánica de motores de aviación (Powerplant) en el Spartan College of Aeronautics and Technology de Tulsa, Oklahoma, incluyendo una pasantía en la sede de Cessna en Wichita, Kansas.

### Trayectoria empresarial y deportiva
A su regreso al país en 1989, fundó Cambios Amambay, que en 1992 se transformó en Banco Amambay. Ese mismo año inició actividades ganaderas con la empresa Ganadera Sofía, a la que siguieron Chajha y Ganadería Las Pampas (1999), y posteriormente la Consignataria de Ganado (2004).
En 1994 ingresó como socio en Tabacalera del Este (Tabesa), y en 1996 fundó Tabacos del Paraguay, cuyas marcas fueron distribuidas a través de firmas como Habacorp y Cigar Trading.
En 2001 incursionó en el rubro de bebidas al fundar Bebidas del Paraguay y Distribuidora del Paraguay, productoras de Pulp, Maxi, Puro Sol, Watts, entre otras. Más adelante creó Agrocitrus del Paraguay para el abastecimiento de materia prima y fundó Bebidas USA para la exportación a Estados Unidos.
También diversificó sus inversiones hacia el transporte (Transporte Multimodal del Paraguay), artículos deportivos (Sporting Life), y desarrollo inmobiliario (La Misión). Fundó la Fundación Ramón T. Cartes (2008) y la Fundación Ñande Paraguay (2012). Entre otras empresas se incluyen Paraguay Soccer (2003) y Valla Global Ventures (2002).
En paralelo a su actividad empresarial, Cartes tuvo participación en el ámbito deportivo. En 2001 asumió la presidencia del Club Libertad, llevando al equipo a las semifinales de la Copa Libertadores de América en 2006. Durante su gestión, el estadio del club —ubicado en el barrio Las Mercedes de Asunción— fue completamente remodelado en 2005, con motivo del centenario de la institución, y renombrado como Estadio Dr. Nicolás Leoz.
También ocupó el cargo de director de selecciones de la Asociación Paraguaya de Fútbol (APF) durante las eliminatorias para la Copa Mundial de la FIFA 2010, certamen en el que la selección paraguaya alcanzó los cuartos de final.

## Carrera política

### Afiliación al Partido Colorado
La inserción formal de Horacio Cartes en el sistema político nacional se produjo el 23 de septiembre de 2009, a través de su incorporación a la Asociación Nacional Republicana (Partido Colorado). En noviembre de ese mismo año procedió a su inscripción en el Registro Cívico Permanente, y, de acuerdo con los antecedentes documentales, ejerció su derecho al sufragio por primera vez en las internas partidarias de julio de 2010.
Su adhesión a la estructura partidaria fue facilitada por el entonces senador Juan Carlos Galaverna, quien actuó como proponente en el formulario de afiliación. Según declaraciones del propio Galaverna, Cartes expresó un marcado interés por integrarse al Partido Colorado, así como por su figura como referente político, interés canalizado a través del dirigente ingeniero Ricardo Giménez. El 22 de septiembre de 2009, Giménez consultó a Galaverna sobre la factibilidad de gestionar dicha afiliación, a lo que este accedió, anticipando incluso su eventual candidatura presidencial. La formalización se concretó al día siguiente, cuando Cartes accedió a firmar el formulario con la condición de que Galaverna figurase como proponente, requerimiento que fue aceptado de inmediato.
Cartes defendió su incursión política como parte de un proyecto colectivo, rechazó haber financiado estructuras partidarias —aunque admitió haber brindado apoyo económico a actores específicos como Carlos Mateo Balmelli, a quien calificó como un «amigo»— y justificó su opción por la ANR al considerarla la única organización con vocación de servicio público. Asimismo, negó cualquier dependencia política de referentes tradicionales como Galaverna o Zacarías Irún.
Reconoció haber sido objeto de un proceso judicial durante el régimen stronista por un caso relacionado con evasión de divisas, aunque aseguró mantener su conciencia en calma. Estableció analogías entre la política y el ámbito empresarial, diferenciándolas únicamente por el carácter más «virulento» del primero. Reconoció la centralidad del capital en su posicionamiento inicial, pero reivindicó su liderazgo como factor determinante. Se autodefinió como un hombre de familia, cuya motivación política respondía a una vocación genuina más que a una ambición personal.

### Honor Colorado (HC)
En noviembre de 2010, cofundó el movimiento interno Honor Colorado, en alianza con diversos referentes partidarios, entre ellos Juan Carlos Galaverna. En las elecciones internas para la presidencia del partido, celebradas en marzo de 2011, la entonces senadora Lilian Samaniego —integrante del referido movimiento— fue electa titular de la Junta de Gobierno del Partido Colorado. Posteriormente, su estructura política incorporó al Movimiento Progresista Colorado, liderado por el expresidente de Paraguay Nicanor Duarte Frutos.
La irrupción de Cartes en el escenario partidario generó una reconfiguración interna, con fricciones, divisiones y acusaciones sobre intentos de cooptación de la estructura partidaria mediante mecanismos de financiamiento. Fue además vinculado políticamente con sectores ajenos a la tradición colorada, como los liberales y oviedistas.
Poco después, comenzaron a circular versiones sobre su eventual candidatura presidencial, iniciativa que enfrentó un obstáculo legal: el artículo 110 del estatuto partidario exigía una antigüedad mínima de diez años como afiliado para postularse a la presidencia o vicepresidencia de la República. Ante esta restricción, Cartes impulsó una reforma estatutaria que fue aprobada durante la convención extraordinaria del 14 de enero de 2011, habilitándolo formalmente para competir en los comicios internos.

### Elecciones generales de 2013
El 9 de diciembre de 2012, Cartes obtuvo la nominación como candidato presidencial del Partido Colorado al imponerse en las elecciones primarias internas frente a Javier Zacarías Irún, representante del movimiento Frente para la Victoria. Tras los comicios, Zacarías Irún reconoció públicamente el resultado y manifestó su respaldo a la candidatura de Cartes, lo cual favoreció la cohesión de las principales facciones internas del Partido Colorado en torno a su figura con vistas a las elecciones generales del año siguiente.
Pese a su reciente afiliación partidaria y a la ausencia de antecedentes de participación electoral previa, distintos analistas sostuvieron que el considerable poder económico de Cartes fue un factor determinante en su posicionamiento interno, permitiéndole capitalizar respaldo y construir una estructura competitiva dentro del Partido Colorado.
En el contexto preelectoral, el 2 de febrero de 2013, se produjo el fallecimiento del candidato opositor Lino Oviedo, líder de la Unión Nacional de Ciudadanos Éticos (Unace), en un accidente de aviación durante un desplazamiento desde el norte del país hacia Asunción. El deceso del general retirado provocó una reconfiguración parcial del electorado, especialmente en sectores históricamente vinculados al Partido Colorado, según estimaciones de intención de voto realizadas en marzo de 2013. En dichas proyecciones, el caudal electoral anteriormente atribuido a Oviedo (6,8 %) se habría redistribuido en su mayoría a favor de Cartes, ampliando la brecha frente al candidato del Partido Liberal Radical Auténtico (PLRA), Efraín Alegre, respecto a escenarios previos al suceso.
El 21 de abril de 2013 fue elegido como presidente de la República del Paraguay, para gobernar el país hasta 2018.

## Presidencia de la República (2013-18)

### Antecedentes

#### Elección y ascenso al poder

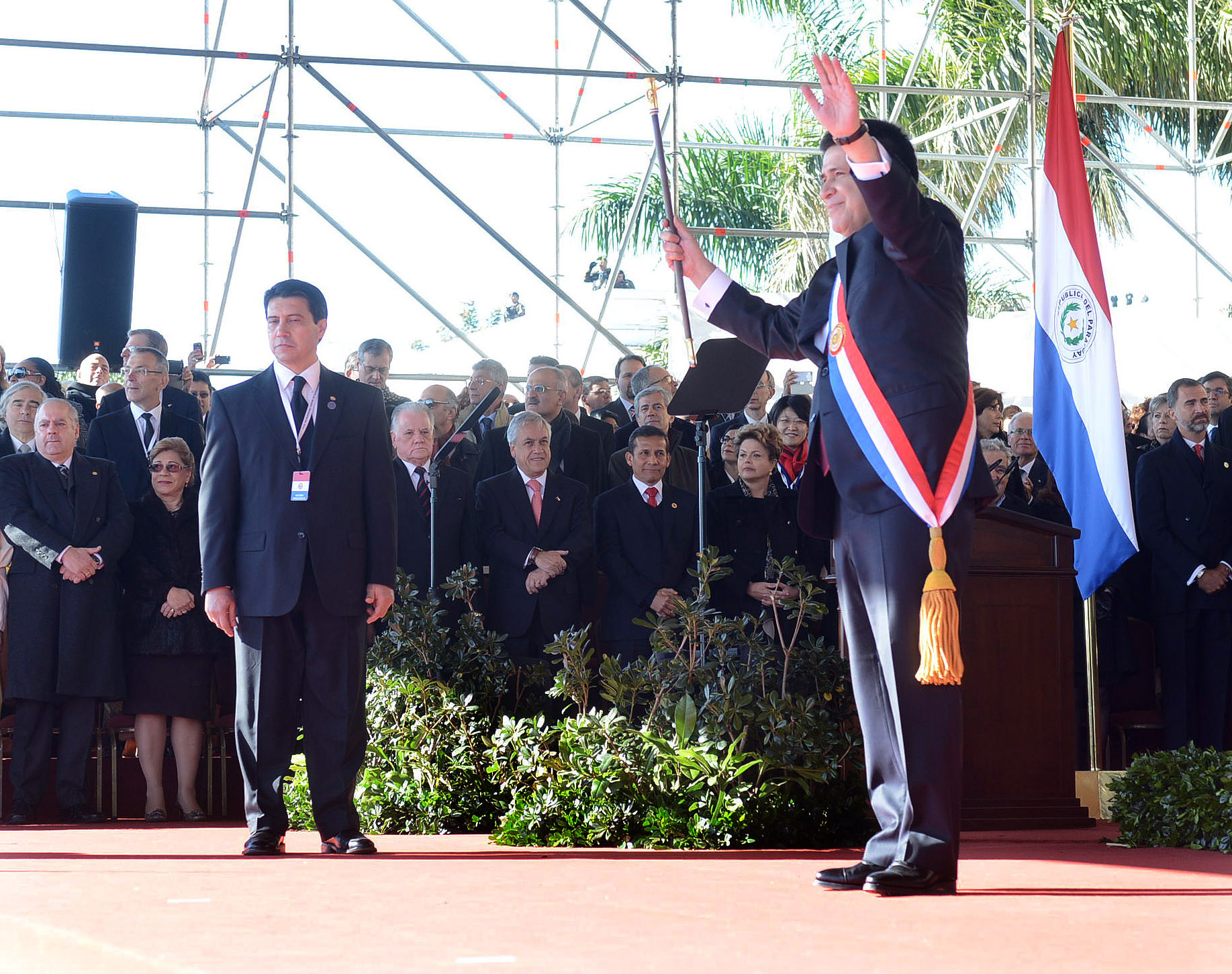
Cartes con banda y bastón presidencial durante su asunción, el 15 de agosto de 2013.

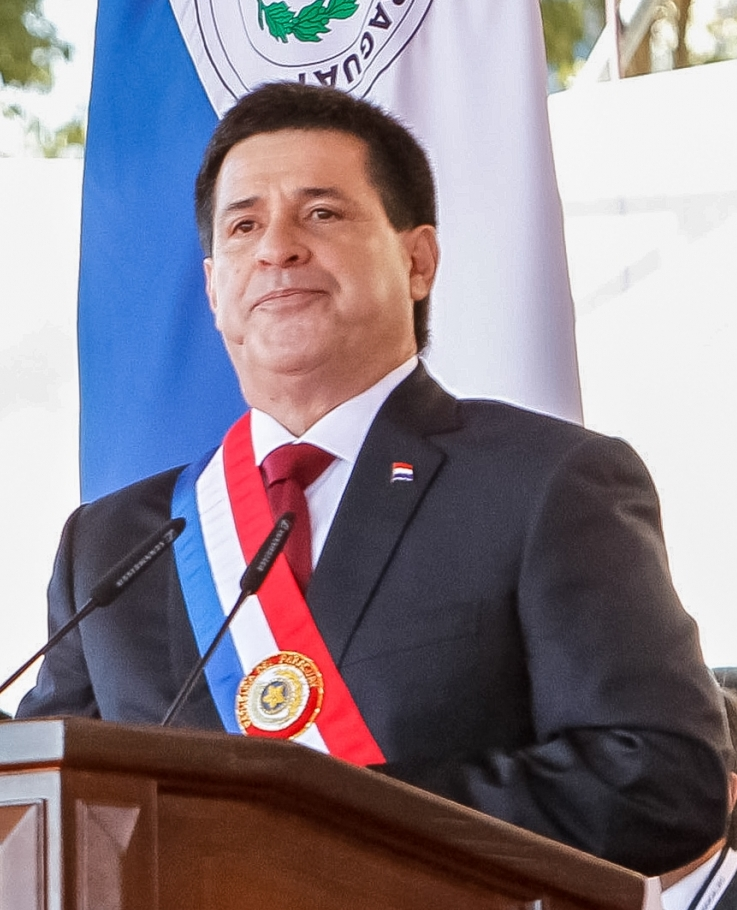
En su primer discurso oficial.

Las elecciones generales de 2013 dieron como resultado la victoria del candidato del Partido Colorado, Horacio Cartes, con el 45,83 % de los votos (1 104 976 sufragios), superando a sus principales contendientes: Efraín Alegre (Partido Liberal Radical Auténtico), con 37,09 %, y Mario Ferreiro (Partido Revolucionario Febrerista), con 5,6 %.
Su triunfo significó el retorno al poder del Partido Colorado, tras haber sido derrotado en las elecciones generales de 2008 por la coalición opositora encabezada por Fernando Lugo. Cartes asumió la presidencia el 15 de agosto de 2013, iniciando un mandato constitucional de cinco años.

### Política económica y gestión fiscal
Durante su mandato se observó una estabilidad macroeconómica y un crecimiento económico sostenido, a pesar del contexto regional desfavorable. Entre las medidas adoptadas se destacan una inversión récord en infraestructura, ampliación de programas sociales y la creación de programas de becas para estudios internacionales. Asimismo, se impulsó una ley de responsabilidad fiscal y una ley de alianza público-privada destinada a fomentar la participación del sector privado en obras públicas.

### Reformas institucionales y normativas
Entre las iniciativas del gobierno de Cartes figuran la promulgación de la Ley de Transparencia (Acceso a la Información Pública) y la racionalización del empleo en el sector público. A diferencia de sus predecesores, no aumentó la plantilla estatal y se registró una disminución del número de funcionarios públicos.

### Políticas sociales y educación
El gobierno amplió el alcance de los programas sociales y creó un sistema de becas para estudios en universidades extranjeras. En 2015, se produjo una masiva movilización estudiantil exigiendo una mejora en la calidad educativa y un aumento del presupuesto destinado al sector, con el objetivo de alcanzar el 7 % del PIB conforme a las recomendaciones de la Unesco. En ese momento, el gasto en educación representaba aproximadamente el 3,9 % del PIB.

### Relaciones exteriores
Cartes impulsó una política exterior favorable a la atracción de inversiones extranjeras, con declaraciones públicas que alentaban a los inversionistas a establecerse en el país. En mayo de 2018, trasladó la embajada paraguaya en Israel de Tel Aviv a Jerusalén, alineándose con la decisión adoptada por Estados Unidos.

### Conflictos internos y crisis políticas
Su liderazgo dentro del Partido Colorado generó tensiones con sectores tradicionales que se sintieron desplazados por figuras cercanas al ámbito empresarial. En marzo de 2017, se produjo una crisis institucional denominada, Segundo Marzo Paraguayo, tras la propuesta de una enmienda constitucional que habilitaría la reelección presidencial. Las protestas derivaron en la quema parcial del Congreso, múltiples heridos y el fallecimiento de un joven manifestante liberal de nombre Rodrigo Quintana. Ante la crisis, el presidente anunció que no se presentaría como candidato en las elecciones de 2018. El ministro del Interior, Miguel Tadeo Rojas, fue destituido como consecuencia del uso excesivo de la fuerza policial durante las manifestaciones. Posteriormente, Lorenzo Darío Lezcano fue nombrado como encargado de despacho del Ministerio del Interior.

### Desigualdad, tierra y conflicto social
A pesar del crecimiento económico promedio del 4 % anual durante su administración, no se registraron mejoras significativas en la reducción de la pobreza. Informes internacionales señalaron un aumento de la desigualdad social, con una elevada concentración de tierras: el 85 % de las tierras agrícolas pertenecen al 2,6 % de los propietarios. Asimismo, se reportaron desalojos de comunidades indígenas para dar paso a la expansión de la producción sojera.

### Cierre de mandato y transición
El 28 de mayo de 2018, Cartes presentó su renuncia a la presidencia para asumir una banca en el Senado. Sin embargo, al no prosperar el consenso político necesario para su aceptación, retiró su renuncia el 26 de junio del mismo año.

### Desafíos y polémicas en sus primeros 100 días de gobierno
Dos días después de asumir la presidencia, el Ejército del Pueblo Paraguayo (EPP) cometió el crimen más sangriento de su historia, lo que, según el periódico Última Hora, hizo que Cartes «se replantee» su afirmación inicial: «Los grupos criminales no nos marcarán la hoja de ruta». Otro de los problemas iniciales surgió en su familia, cuando se generaron especulaciones sobre quién ocuparía el cargo de primera dama de Paraguay. Mientras su exesposa afirmaba ser «Montaña de Cartes», también se consideraban otras opciones, como su hija Sofía o su hermana Sarah. Finalmente, Cartes resolvió la situación suprimir el cargo de primera dama y declaró que «todas las mujeres son primeras damas», lo que fue bien recibido, pero su imagen se vio afectada cuando, en Uruguay, comparó a Paraguay con una «mujer fácil y bonita» para atraer inversionistas, comentario que fue ampliamente criticado como machista.
Otra polémica fue la propuesta de nombrar a Goli Stroessner (hijo del dictador Alfredo Stroessner) como representante del gobierno ante las Naciones Unidas, la cual fue rechazada por una gran parte de la sociedad, especialmente por las víctimas de la dictadura de Stroessner. Ante la insistencia de un reportero, Cartes respondió de manera despectiva, preguntando: «¿Stroessner te quitó la novia?».
Cartes se mostró impaciente con los medios de comunicación, como cuando expresó: «¿Me van a dejar hablar?». En su discurso del 15 de agosto, citó al papa Francisco al instar a «hacer lío», comentario que se asoció con la aprobación de la Ley de Alianza Público-Privada (APP), la cual generó controversia debido a que algunos la interpretaron como un intento de privatización de servicios públicos. Cartes negó que hubiera privatizaciones y, para defender su postura, ofreció simbólicamente su cabeza en una plaza pública si alguna vez vendía un solo «ladrillo» del Estado. Según una encuesta de Ibope, el 53 % de la población calificó su desempeño como «regular».

### Gabinete
Su gabinete estuvo integrado por una mayoría de «técnicos» formados en Estados Unidos e ideológicamente conservadores, con poca visibilidad en las filas tradicionales del Partido Colorado.
| Ministerios del Gobierno de Horacio Cartes       | Ministerios del Gobierno de Horacio Cartes                   | Ministerios del Gobierno de Horacio Cartes                                                                                |
| Cartera                                          | Titular                                                      | Período |
| ------------------------------------------------ | ------------------------------------------------------------ | --- |
| Ministerio de Hacienda                           | Lea Giménez Santiago Peña Germán Rojas                       | junio de 2017 - 15 de agosto de 2018 2 de enero de 2015 - junio de 2017 15 de agosto de 2013 - 2 de enero de 2015         |
| Ministerio de Relaciones Exteriores              | Eladio Loizaga                                               | 15 de agosto de 2013 - 15 de agosto de 2018                                                                               |
| Ministerio del Interior                          | Lorenzo Darío Lezcano Miguel Tadeo Rojas Francisco de Vargas | 1 de abril de 2017 - 15 de agosto de 2018 noviembre de 2016 - 1 de abril de 2017 15 de agosto de 2013 - noviembre de 2016 |
| Ministerio de Salud Pública y Bienestar Social   | Antonio Barrios                                              | 15 de agosto de 2013 - 15 de agosto de 2018                                                                               |
| Ministerio de la Mujer                           | Ana María Baiardi                                            | 15 de agosto de 2013 - 15 de agosto de 2018                                                                               |
| Ministerio de Justicia                           | Ever Martínez Fernández Carla Bacigalupo Sheila Abed         | Julio de 2016 - 15 de agosto de 2018 7 de enero de 2016 - julio de 2016 15 de agosto de 2013 - 7 de enero de 2016         |
| Ministerio de Trabajo, Empleo y Seguridad Social | Guillermo Sosa                                               | 15 de agosto de 2013 - 15 de agosto de 2018                                                                               |
| Ministerio de Obras Públicas y Comunicaciones    | Ramón Jiménez Gaona                                          | 15 de agosto de 2013 - 15 de agosto de 2018                                                                               |
| Ministerio de Agricultura y Ganadería            | Jorge Gattini                                                | 15 de agosto de 2013 - 15 de agosto de 2018                                                                               |
| Ministerio de Industria y Comercio               | Gustavo Leite                                                | 15 de agosto de 2013 - 15 de agosto de 2018                                                                               |
| Ministerio de Defensa                            | Bernardino Soto Estigarribia                                 | 15 de agosto de 2013 - 15 de agosto de 2018                                                                               |
| Ministerio de Educación                          | Enrique Riera Escudero                                       | 15 de agosto de 2013 - 15 de agosto de 2018                                                                               |
| Secretaría de Deportes                           | Víctor Pecci                                                 | 15 de agosto de 2013 - 15 de agosto de 2018                                                                               |

## Vinculaciones con actividades ilegales
Horacio Cartes cuenta con un historial marcado por diversas investigaciones judiciales y sanciones internacionales. A lo largo de su carrera, ha estado vinculado a casos de corrupción, lavado de dinero, narcotráfico y contrabando de cigarrillos, entre otras, lo que ha generado controversias tanto dentro como fuera de Paraguay.

### Autoadjudicación ilícita de concesión
A finales de marzo de 2023, el parlasuriano Ricardo Canese solicitó la imputación de Horacio Cartes por presuntamente haberse autoadjudicado la concesión de Tape Porã durante su gobierno. La denuncia, presentada en la Contraloría, alega que Cartes transfirió sus acciones del consorcio a familiares cercanos y violó la Ley de Concesiones al extender la concesión de la ruta PY07 hasta 2053.

### Lavado de dinero y narcotráfico
El Tribunal Supremo de Justicia del Brasil confirmó el habeas corpus otorgado al expresidente de la República Horacio Cartes y determinó su libertad irrestricta en el marco de la causa del presunto lavador de dinero Dario Messer.
En 1985, fue condenado por un caso de estafa al Banco Central del Paraguay, por cerca de USD 34 000 000. En aquella ocasión estuvo prófugo durante 4 años. En 2008, fue sobreseído por la Corte Suprema de Justicia, lo que el Banco Central consideró inconstitucional.
Según un cable de WikiLeaks también fue investigado por la DEA (Administración de Control de Drogas) por supuesto lavado de dinero proveniente, entre otros, del tráfico de drogas.
En el año 2000, se procedió a la aprehensión de una aeronave abandonada en una pista de aterrizaje inhabilitada dentro de la estancia "Nueva Esperanza" durante un operativo coordinado por la Secretaría Nacional Antidrogas (Senad) en la zona de Pedro Juan Caballero y Capitán Bado. Dicha estancia fue identificada como propiedad de Horacio Cartes. La pista, inutilizada para su propósito original y destinada al pastoreo, presentaba cubiertas de vehículos colocadas deliberadamente para impedir el aterrizaje de aeronaves. En la aeronave se encontraron 343 kg de marihuana y 20 kg de cocaína.
El tío de Cartes, Juan Domingo Viveros Cartes, tuvo en varias ocasiones problemas con la justicia. Pasó 6 años en las cárceles brasileñas por narcotráfico. Es prófugo en Paraguay, donde cuenta con una orden de captura también por narcotráfico. Finalmente fue detenido en Uruguay en 2013, y procesado por tráfico internacional de drogas. Actualmente, su tío cuenta con una orden de captura por narcotráfico del 5 de junio de 2012, firmada por el juez Juan Bogarín Fatecha.
En noviembre de 2019, la Justicia brasileña emitió una orden de captura preventiva contra el expresidente paraguayo como parte de una investigación por corrupción, que lo vincularía con el caso "Lava Jato" y una red de lavado de dinero trasnacional que habría movido cerca de USD 1 600 000 000 y operado a través de cuentas en 52 países.
A través de un comunicado, la Policía Federal de Brasil afirmó haber encontrado alrededor de R$ 84 000 000 (USD 20 000 000) propiedad de Cartes y presuntamente ocultos por la red criminal.
La alta suma de dinero estaría resguardada principalmente en una cuenta en Bahamas y entre "lavadores de dinero, casas de cambio, empresarios, políticos y una abogada" en Paraguay, según el documento de la policía.
El 14 de enero de 2022, se confirmó que la fiscalía de Panamá inició una investigación a Cartes por presunto lavado de dinero. Así también, el 26 de enero del mismo año, el ministro de Interior de Paraguay, Arnaldo Giuzzio, presentó una denuncia en contra de Cartes ante la Secretaría de Prevención de Lavado de Dinero o Bienes (Seprelad) por presunto "lavado de dinero proveniente del contrabando", "enriquecimiento ilícito en la función pública" y "declaración falsa".

### Tráfico ilegal de cigarrillos
Diarios de diversos países publicaron artículos según los cuales el tráfico de los cigarrillos de la Tabacalera del Este S.A., propiedad de Cartes, financiaría a organizaciones delictivas del continente como las FARC (Fuerzas Armadas Revolucionarias de Colombia). El tabaco paraguayo comercializado ilegalmente en Brasil se estima en un valor de USD 2 200 000 000.

### Ocupación ilegal de tierras
Cartes también ha sido vinculado con la ocupación ilegal de tierras. Situación paradójica en un país en el cual la tenencia y ocupación ilegal de tierras ha sido un conflicto histórico. Con relación a estos conflictos por la tierra el caso más reciente es el caso aún no resuelto de la masacre de Curuguaty, que desencadenó la Crisis política en Paraguay de 2012 y la destitución del entonces presidente Fernando Lugo. La finca donde se produjo la masacre de Curuguaty está en litigio entre el Estado paraguayo y la empresa Campos Morombí, propiedad de la familia de Blas Riquelme, un histórico dirigente del gobernante Partido Colorado durante la dictadura de Alfredo Stroessner.

## Sanciones

### «Significativamente corrupto»
El 22 de julio de 2022, Antony J. Blinken, secretario de Estado de los Estados Unidos, anunció que:
| «Los Estados Unidos están designando al expresidente paraguayo Horacio Manuel Cartes Jara por su implicación en hechos significativos de corrupción. El expresidente Cartes obstruyó una importante investigación internacional sobre el crimen transnacional con el fin de protegerse a sí mismo y a un socio criminal de una posible imputación y de daños políticos. Estas acciones socavaron la estabilidad de las instituciones democráticas del Paraguay al contribuir a la percepción pública de corrupción e impunidad dentro de la Presidencia de la República. Además, dichas acciones permitieron y perpetuaron la recientemente documentada vinculación de Cartes con organizaciones terroristas extranjeras y otras entidades designadas por los Estados Unidos, lo cual socava la seguridad estadounidense frente al crimen transnacional y al terrorismo, y representa una amenaza para la estabilidad regional. Esta designación pública se realiza conforme a la Sección 7031(c) de la Ley de Asignaciones del Departamento de Estado, Operaciones Extranjeras y Programas Relacionados del año 2022. Asimismo, el Departamento de Estado también designa a los hijos adultos de Cartes: Juan Pablo Cartes Montaña, Sofía Cartes Montaña y María Sol Cartes Montaña. Estas designaciones reafirman el compromiso de los Estados Unidos en la lucha contra la corrupción, que perjudica el interés público, obstaculiza la prosperidad económica de los países y limita la capacidad de los gobiernos para responder eficazmente a las necesidades de su población. Los Estados Unidos continúan apoyando al pueblo paraguayo en favor de la democracia y el Estado de derecho, y seguirán promoviendo la rendición de cuentas de quienes abusan del poder público para beneficio personal.» |

En julio de 2022, el Gobierno federal de los Estados Unidos comunicó que Cartes estuvo involucrado en importantes actos de corrupción, y que obstruyó una importante investigación internacional sobre el crimen transnacional para protegerse a sí mismo y a su socio criminal de un posible enjuiciamiento y daño político. El Departamento de Estado de los Estados Unidos resolvió designarlo «significativamente corrupto», revocar su visa y prohibir su ingreso al territorio estadounidense.
El 26 de enero de 2023, la embajada estadounidense convocó nuevamente a una conferencia de prensa en Paraguay para emitir un comunicado oficial en el que anunció que Horacio Cartes, antes, durante y posterior a su mandato presidencial, incurrió en un «patrón coordinado de corrupción» que incluye sobornos a funcionarios y legisladores. Según Marc Ostfield, embajador estadounidense, afirmó que durante más de una década, Cartes «aprovechó su riqueza adquirida ilegítimamente y su influencia para expandir su poder político y económico en las instituciones paraguayas». La Oficina de Control de Activos Extranjeros resolvió sancionar a Cartes utilizando la Ley Global Magnitsky sobre Responsabilidad de Derechos Humanos por su «implicación en una corrupción sistemática que ha socavado las instituciones democráticas en Paraguay» y congelar los activos financieros que pudiese tener en Estados Unidos, además, se impusieron sanciones específicas contra cuatro empresas controladas por Cartes: Tabacos USA, Bebidas USA, Dominicana Acquisition, y Frigorífico Chajha. Las sanciones también incluyen a cualquier entidad en la que Cartes sea propietario directa o indirectamente del 50 % o más de las acciones.

## Honores
- Orden Nacional del Mérito «Comuneros», por su actuación como director de selecciones de la APF en la Copa América 2011.[81]
- Orden del Honor del Fútbol Sudamericano en el grado Gran Collar Extraordinario por la Conmebol (2013).[82]
- Orden del Mérito del Ejército Mcal. José Félix Estigarribia en el grado Collar en su carácter de comandante en jefe de las Fuerzas Armadas del Paraguay (2014).[83]
- «Líder Innovador del Año» por Latin Trade en los Premios de Negocios BRAVO (2015).[84][85]
- Orden al Mérito de Chile en el grado Collar, de manos de la presidente de Chile, Michelle Bachelet (2016).[86]
- Premio Shalom por el Congreso Judío Mundial, en reconocimiento a su «aporte a la paz social» y a su promoción del «diálogo entre los pueblos» (2016).[87][88]
- Huésped Distinguido de la Ciudad de México, de manos del jefe de Gobierno de la Ciudad de México, Miguel Ángel Mancera (2016).[89][90]
- Orden del Infante Don Enrique en el grado Gran Collar, de manos del presidente de Portugal, Marcelo Rebelo de Sousa (2017).[91]
- Presidente honorario del Centro Militar Naval y Aeronáutico, en su carácter de comandante en jefe de las Fuerzas Armadas del Paraguay (2017).[92]
- Orden de la Cruz del Sur en el grado Gran Cruz (Brasil, 2017).
- Orden del Mérito Industrial en el grado Gran Cruz por la Federación de Industrias del Estado de São Paulo (Fiesp), «por su liderazgo en la promoción de la integración económica entre el Paraguay y Brasil» (2017).[93][94]
- Premio Amigos de Sion por el Museo Amigos de Sion (2018).[95]
- Miembro honorario de la Organización Mundial de Mujeres Sionistas (WIZO, 2019).[96]
- Orden Armando Calderón Soto por la Unión de Partidos Latinoamericanos (UPLA, 2023).[97]